# Kagaali
Kagaali (suédois : Kagalen) est une organisation résistante créée lors de la première période d'oppression russe de (1899-1905). Elle s'oppose à la russification de la Finlande et à l'appareil d’État russe en particulier au gouverneur général Nikolaï Bobrikov.
Son arme principale est la propagande.

## Fondation
Le 12 juin 1901, le tsar déclare la conscription militaire obligatoire en Finlande.
La loi de conscription promulguée par Nicolas II en juillet 1901 incorpore l'armée finlandaise dans l'armée impériale russe.
Le 1er août 1901, le sénat du grand-duché de Finlande déclare que selon la constitution finlandaise éditée précédemment par Gustave III, la loi de Nicolas II est anticonstitutionnelle.
La première réunion des constitutionnalistes pour l'organisation de la résistance passive se tient le 3 août 1901 avec l'ancien général Julius af Lindfors, au manoir de Tuurholma dans le quartier de Laajasalo à Helsinki.
La réunion de fondation de Kagaali a lieu le 15 septembre 1901 dans le bureau d'avocats d'Arne Cederholm qui est situé au coin des rues Pohjoisesplanadi et Unioninkatu. Assistent à cette réunion Arne Cederholm, Ernst Estlander, Theodor Homén, Adolf von Bonsdorff, Carl Mannerheim, Ferdinand von Wright et Eugen Wolff,,.

## Membres
La personnalité centrale de Kagaali est l'ancien sénateur Leo Mechelin mais il n'est pas membre du comité central composé de Carl Mannerheim, Adolf von Bonsdorff, Ernst Estlander, Julio Nathanael Reuter, Adolf Törngren et Wilhelm Zilliacus pour le côté suédophone et de Eero Erkko, Theodor Homén, Heikki Renvall et Pehr Evind Svinhufvud pour le Parti jeune finnois.
Parmi les dirigeants centraux il y a aussi Kustavi Grotenfelt, Edvard Polón, Harald Neovius, Edvin Castrén, Theodor Schwindt et Mauno Rosendal,.
Les autres membres connus de Kagaali sont Karl Gabriel Thiodolf Rein, Rabbe Axel Wrede af Elimä, Karl Emil Ferdinand Ignatius, Otto Donner, Lennart Gripenberg, Wilhelm Chydenius, Kaarlo Juho Ståhlberg et Karl Gustaf Söderholm.
Parmi les membres féminins les plus influents citons : Dagmar Neovius, Tekla Hultin, Katri Bergholm, Maissi Erkko, Helmi Setälä et Cely Mechelin.